# Göndörszőrű madárpók
A göndörszőrű madárpók (Tliltocatl albopilosus) egy madárpók faj, amit gyakran hondurasi göndörszőrű tarantulának is neveznek. Természetes előfordulási helye Közép-Amerikában van, Hondurastól Costa Ricáig. Talajszinten élő, ásó életmódot folytató faj. Testét hosszú, jellegzetesen hullámos szőr borítja, amely a fajnak egyedi kinézetet biztosít.

## Megjelenése
Teste zömök, melyet sötétbarna és fekete szőrök fednek. Ezek mellett hosszabb aranyszínű szőrök borítják, amelyek különösen a hátsó lábakon sűrűek és a póknak arany és bronz árnyalatú ragyogást adnak. A hímek gyakran világosabb bronz árnyalatúak.

## Elterjedése
A göndörszőrű madárpók Honduras atlanti-óceáni partja mentén, Nicaraguában, valamint északkelet Costa Ricában honos. Rendszerint trópusi esőerdőkben fordul elő nagy fák alapjai környékén, folyókhoz közel, vagy kivágott erdőfoltokban.

## Biológiája

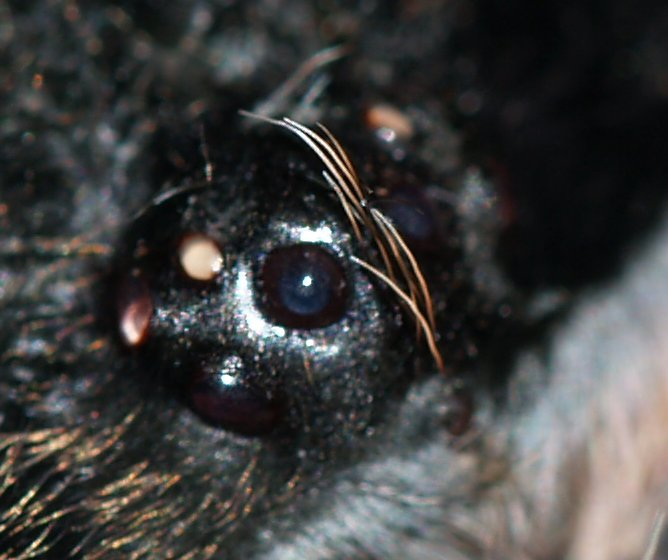
A szemek környéke. Megfigyelhetők az aranyszínű szőrszálak.

A pókok párzására általában az esős évszak során kerül sor, ami után a nőstény 300-800 petét tartalmazó kokont hoz létre. Az inkubáció 24-27 Celsius-fokon 7-8 hétig tart, ami után a petékből halvány színű nimfák kelnek ki és egy helyre csoportosulnak. A fiatal pókok gyorsan fejlődnek, néhány hét alatt újra vedlenek és szétszélednek. A párzási időszak alatt nem receptív nőstényk a közeledő hímekkel szemben agresszíven viselkdhetnek, néha megkísérlik megölni és megenni őket.
A göndörszőrű madárpók elsősorban nokturnális és rejtőzködő életmódot folytat. Táplálékát elsősorban rovarok és kisméretű emlősök képezik. A pók lábainak végénél szagokat, ízeket és rezgéseket érzékelő területek találhatóak, amelyekkel képes felismerni a zsákmányát. A zsákmányt a tapogatólábaival ragadja meg és tartja fogva, csáprágóival pedig mérget fecskendez bele. A méreganyagnak kettős szerepe van, egyrészt megbénítja az áldozatot, másrészt pedig elkezdi emészteni azt. Miután a méreg kifejtette hatását, a madárpók felszívja az elfolyósított zsákmányállat fehérjéit és zsírjait és mindössze egy kis, emésztetlen testrészekből álló labdát hagy hátra.
A göndörszőrű madárpók rendkívül nyugodt természetű, azonban ha veszély fenyegeti hátsó lábaival utótestéről szőröket dörzsöl le, amelyek ha a pókot fenyegető ragadozó szemébe kerülnek meg is vakíthatják azt, valamint a bőrt is irritálhatják.

## Védelme

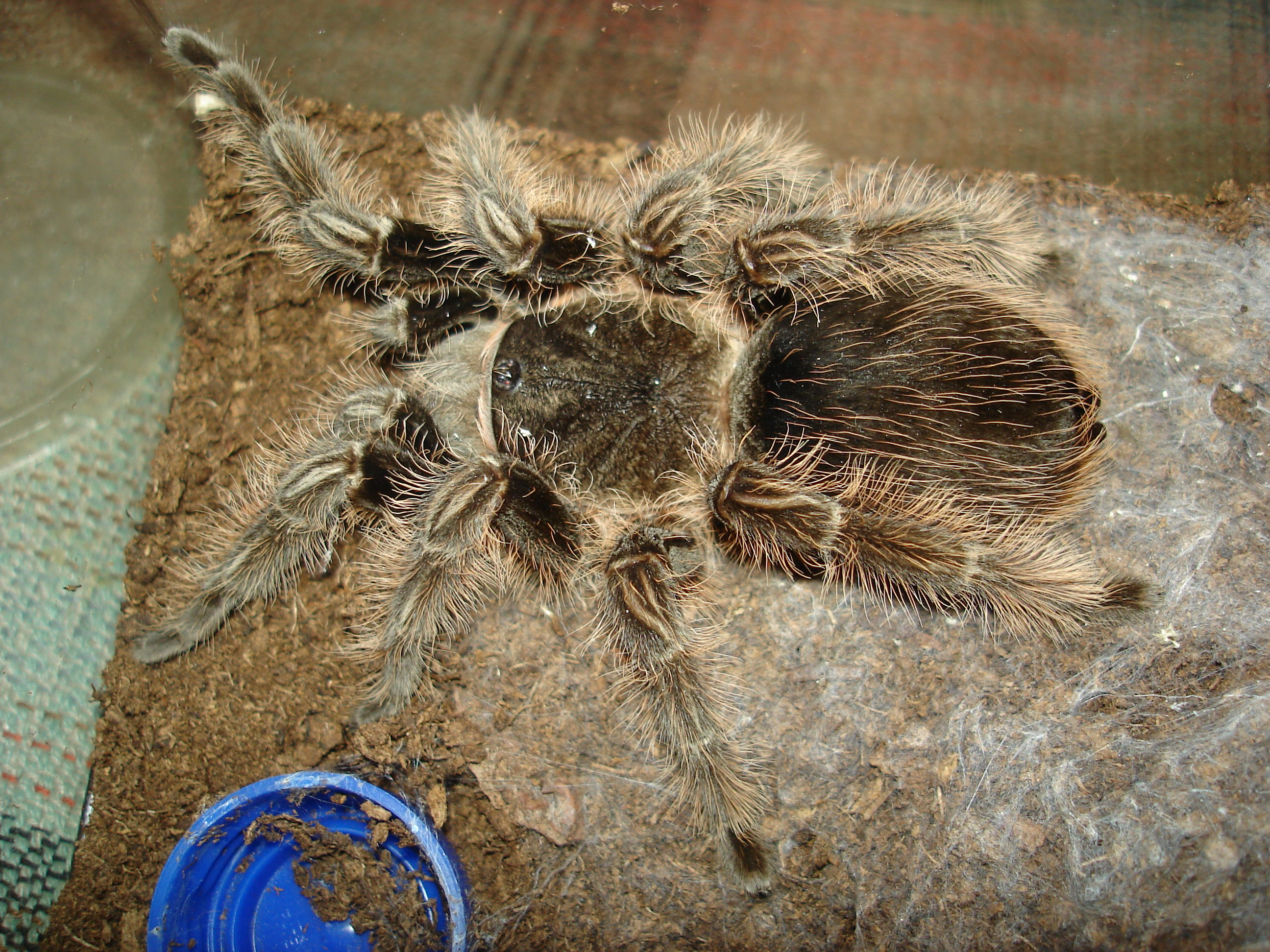
Egy terráriumban tartott göndörszőrű madárpók

A fajt jelenleg legjobban élőhelyének eltűnése fenyegeti. Valamikor nagy számban fogták be vadon elő példányait a nemzetközi díszállat kereskedelem számára. Jelenleg világszerte tenyésztik fogságban és viszonylag kevés egyedét fogják be a természetben. A Washingtoni egyezmény (CITES) második listája szerint a göndörszőrű madárpókkal kizárólag kvóták szerint és kereskedelmi engedéllyel lehet nemzetközileg kereskedni.

## Mint háziállat
A fajt szelíd természete miatt gyakran tartják háziállatként és tenyésztik is. Kereskedelmi forgalomban kapható tücskökkel és csótányokkal etetik. A nőstények hosszú életűek, akár 15 évig is élhetnek.

## Fordítás
- Ez a szócikk részben vagy egészben  a   Brachypelma albopilosum című angol Wikipédia-szócikk fordításán alapul.  Az eredeti cikk szerkesztőit annak laptörténete sorolja fel. Ez a jelzés csupán a megfogalmazás eredetét és a szerzői jogokat jelzi, nem szolgál a cikkben szereplő információk forrásmegjelöléseként.

## Külső hivatkozások
- https://web.archive.org/web/20100511135106/http://www.freeweb.hu/animalpark/gondorszorumadarpok.htm
- https://web.archive.org/web/20080514130441/http://www.eightlegs.org/curly/curly.html (angolul)